# Walt Disney World Monorail

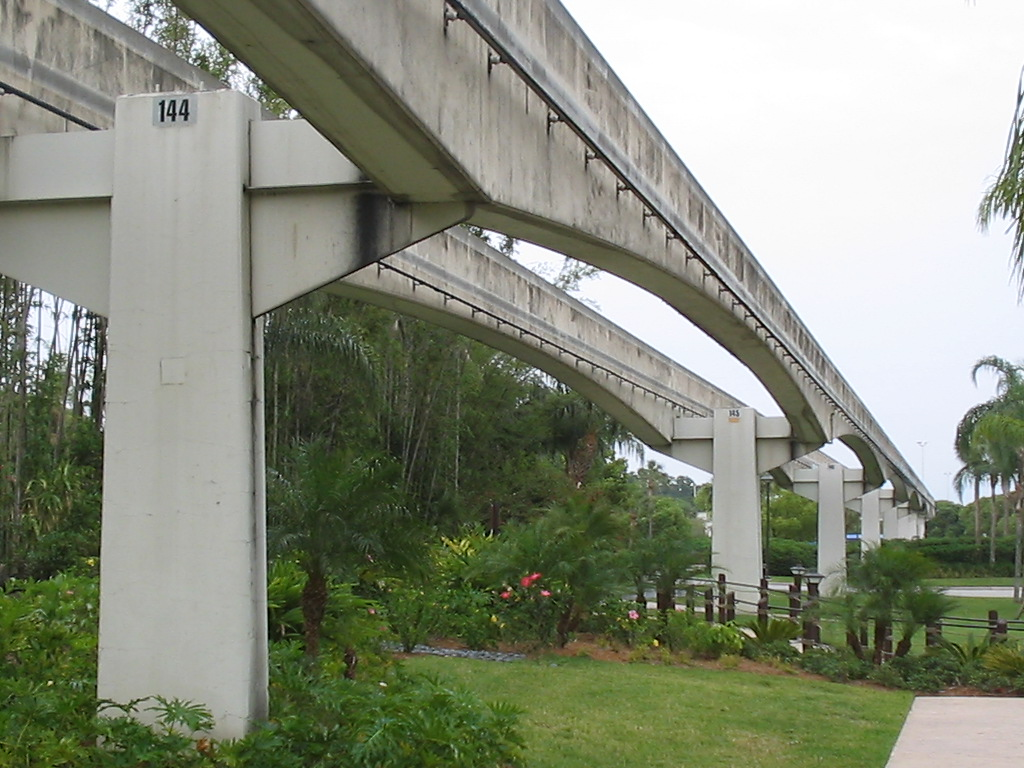
Het traject

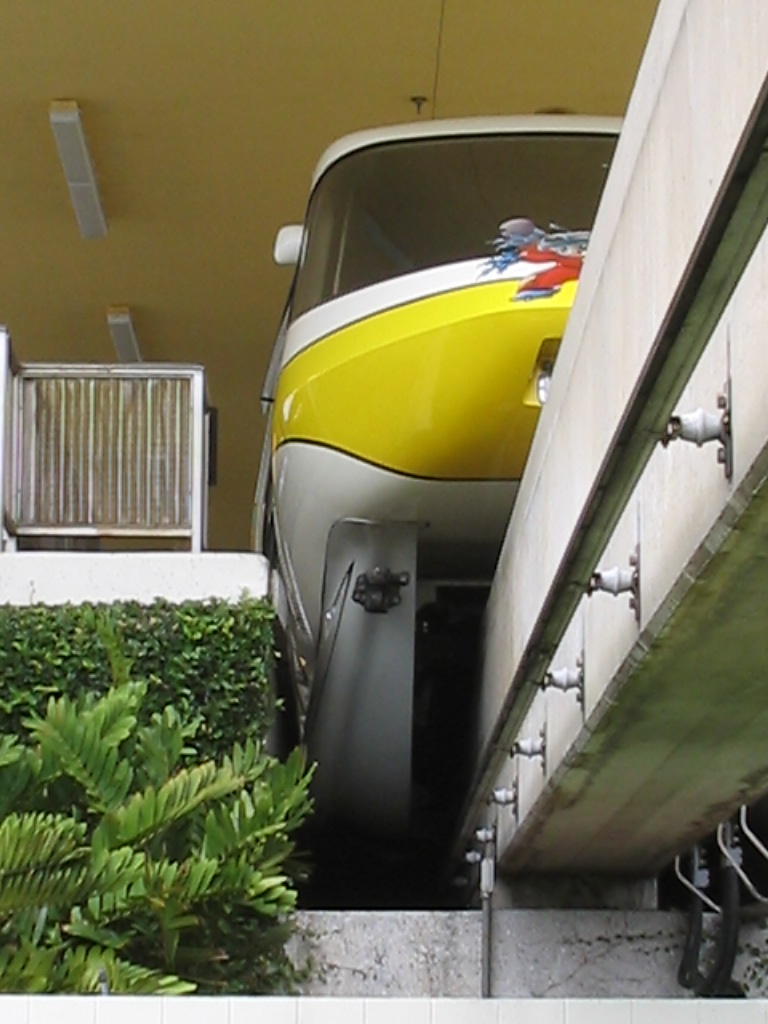
Bij een halte

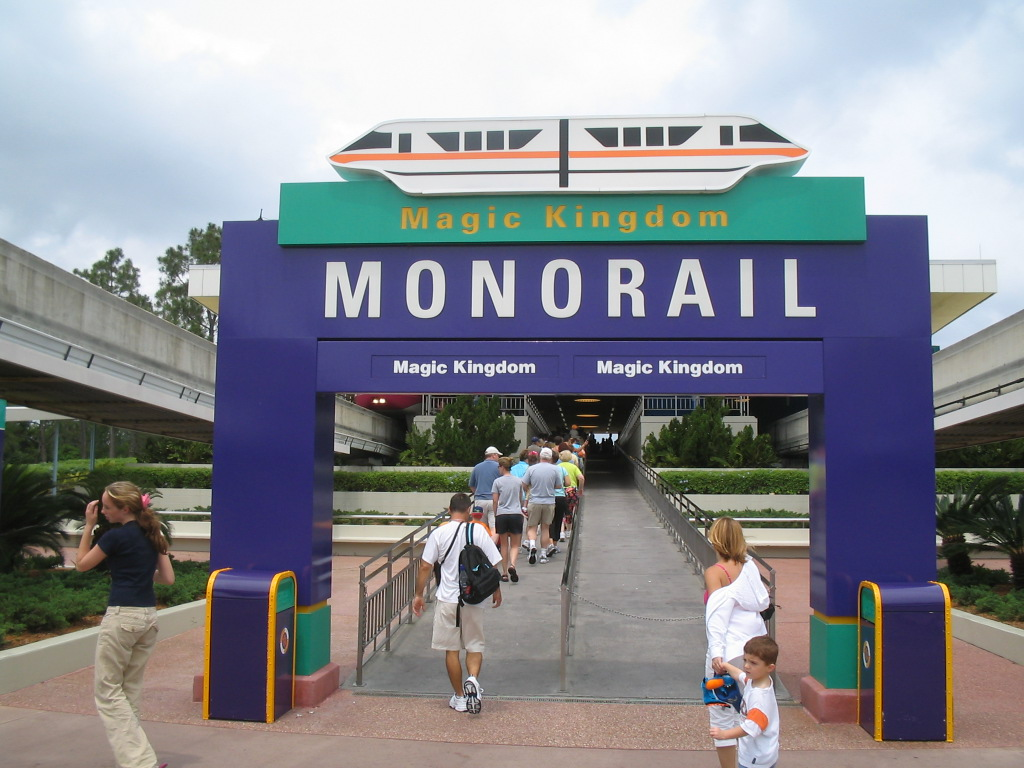
Ingang bij Magic Kingdom

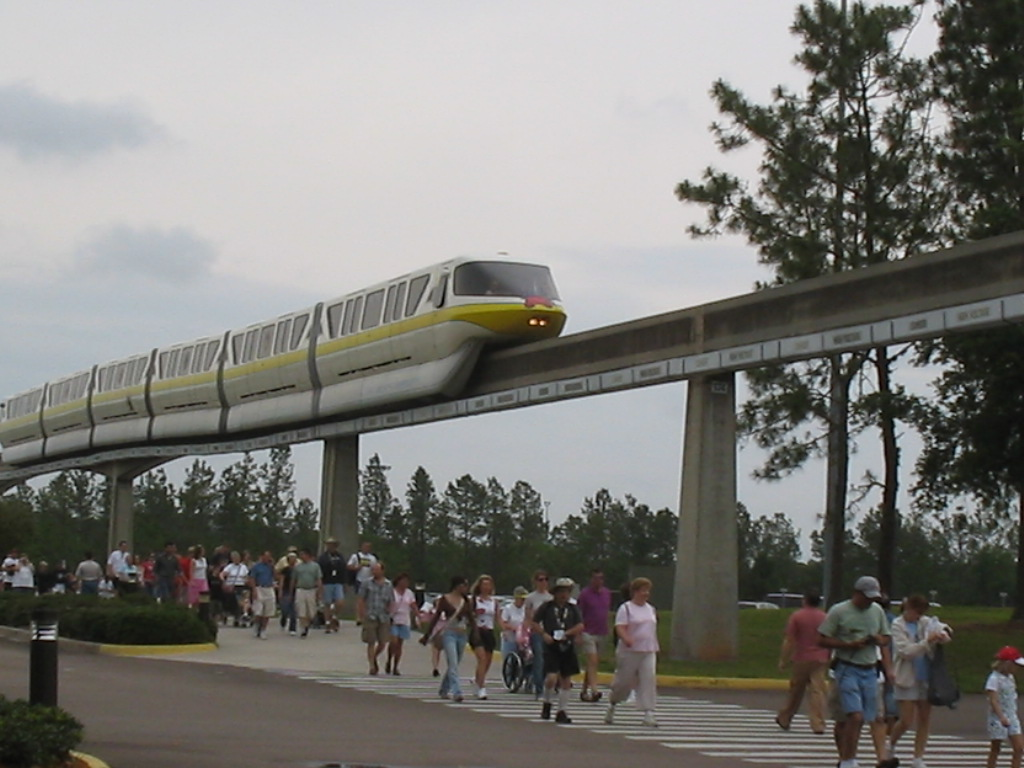
Rijdend over de baan

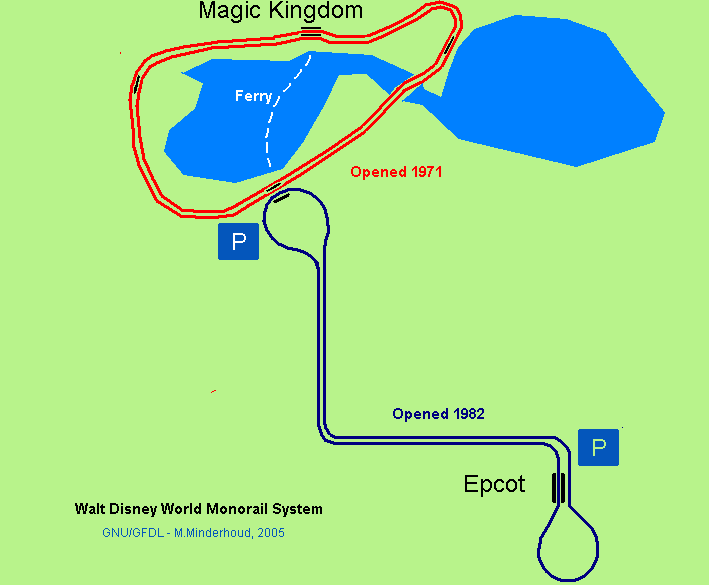
Schema van netwerk

De Walt Disney World Monorail is een monorail op het Walt Disney World Resort bij Orlando. De dienst met de monorail wordt in eigen beheer uitgevoerd en is onderdeel van het een uitgebreid stelsel van vervoer in het gebied. Gebruik ervan is gratis.

## Kenmerken
De monorail bestaat uit twee delen. Het eerste deel werd op 1 oktober 1971 geopend en verbindt voor de bezoekers themapark Magic Kingdom met een parkeerplaats meer naar het zuiden.
Het tweede monorailsysteem werd in 1982 geopend en is een monorailverbinding tussen themapark Epcot en de parkeerplaats. De twee lijnen werken afzonderlijk. Gasten van Epcot naar Magic Kingdom moeten overstappen van de ene lijn op de andere. In 2005 reden er 12 monorailvoertuigen die samen jaarlijks 16 miljoen passagiers vervoerden.
In totaal ligt er ruim 23 km aan rail. De rails liggen op een viaduct. Het gedeelte uit 1971 beslaat 4,2 km en is dubbel uitgevoerd zodat er twee monorails afzonderlijk en naast elkaar kunnen rijden.
Er zijn 6 stations. Twee stations liggen bij de eerder genoemde themaparken, één station doet dienst als overstaphalte bij een parkeerplaats, en de andere haltes liggen bij grote Disneyresorts en -hotels.

## Route
Het deel tussen Magic Kingdom en de parkeerplaats bestaat uit een dubbelsporig tracé. Beide sporen worden gebruikt voor het vervoer. Het binnenste spoor, met de klok mee, wordt vooral gebruikt voor het bedienen van de resorts en stopt op alle tussenliggende stations. Op het buitenste spoor, tegen de klok in, rijdt een non-stop verbinding tussen de parkeerplaats en het themapark.
De verbinding tussen de parkeerplaats en themapark Epcot bestaat uit een enkel spoor. Er zijn geen tussenliggende stations.

## Techniek
De constructie bestaat uit betonnen pilaren die op 30 meter afstand van elkaar zijn geplaatst. Daarop zijn voorgespannen, holle betonnen liggers geplaatst.
De voertuigen worden individueel bestuurd. De minimale volgafstand is 20 pilaren, circa 600 m. Door middel van een conventioneel blokstelsel worden de voertuigen op deze afstand gehouden. De bestuurder ziet de seinen: groen veilig, oranje afremmen, rood stoppen, in zijn cabine.
De monorailvoertuigen, de 'Mark IV', uit 1989, zijn afkomstig van Bombardier. Elk voertuig bestaat uit 4 compartimenten. In totaal kunnen er 224 passagiers worden vervoerd.

## Ongelukken
- In februari 1974 reed een monorailvoertuig achter op een ander monorailvoertuig. Hierbij raakten drie mensen gewond, waaronder de bestuurder.[3]
- Op 26 juni 1985 brandde een van de achterste wagonnen van een monorailtrein uit terwijl het onderweg was van Epcot naar het Transportation and Ticket Center. Passagiers sloegen ramen in om op het dak te klimmen, waarna ze werden gered door de brandweer[4] die ze vervolgens evacueerde. Zeven slachtoffers waren opgenomen in het ziekenhuis vanwege het inhaleren van rook of andere verwondingen[5]. Later verklaarde de brandweer dat het ongeluk was ontstaan door een losgeschoten kabel die over de balken van de baan schuurde, waarna deze ontbrandde.
- Op 30 augustus 1991 is een monorailvoertuig in botsing gekomen met een onderhoudskarretje. Op het onderhoudskarretje was een camera bevestigd die de monorail zou moeten filmen voor een reclamespotje. Twee medewerkers werden vervoerd naar het ziekenhuis voor lichte verwondingen.[6]
- Op 12 augustus 1996 ontstond er brand in een monorailvoertuig door kortsluiting. De vijf passagiers en de bestuurder wisten te ontkomen, het vuur is hierna geblust door twee medewerkers, die later opgenomen zijn in het ziekenhuis voor eventuele inhalering van rook.[7]
- Op 5 juli 2009 zijn twee monorailvoertuigen frontaal met elkaar in botsing gekomen. Hierbij viel één dode: een van de monorail-bestuurders.[8]
- Op 18 november 2015 botste een monorailvoertuig met een ander voertuig dat zich op de rail bevond. Er raakte niemand gewond omdat het ongeluk tijdens een testrit plaatsvond, maar het volledige monorailverkeer werd wel stilgelegd.[9]